# Rally de Argentina de 2016
El Rally de Argentina de 2016, oficialmente  YPF Rally Argentina 2016 es la 36.ª edición y la cuarta ronda de la temporada 2016 del Campeonato Mundial de Rally. Se celebra del 22 al 24 de abril y cuenta con un itinerario de dieciocho tramos sobre tierra que sumaban un total de 364,68 km cronometrados.

## Resultados
Resultados del Rally Argentina 2016
| Pos. | No. | Piloto            | Copiloto         | Equipo                   | Auto                  | Tiempo         | Diferencia |
| WRC  | WRC | WRC               | WRC              | WRC                      | WRC                   | WRC            | WRC        |
| ---- | --- | ----------------- | ---------------- | ------------------------ | --------------------- | -------------- | ---------- |
| 1    | 20  | Hayden Paddon     | John Kennard     | Hyundai Motorsport       | Hyundai i20 WRC       | 3:40:52.9      | 0.0        |
| 2    | 1   | Sébastien Ogier   | Julien Ingrassia | Volkswagen Motorsport    | Volkswagen Polo R WRC | 3:41:07.2      | +14.3      |
| 3    | 9   | Andreas Mikkelsen | Anders Jæger     | Volkswagen Motorsport    | Volkswagen Polo R WRC | 3:41:58.1      | +1:05.2    |
| 4    | 4   | Dani Sordo        | Marc Martí       | Hyundai Motorsport N     | Hyundai i20 WRC       | 3:42:10.0      | +1:17.1    |
| 5    | 5   | Mads Østberg      | Ola Fløene       | M-Sport World Rally Team | Ford Fiesta RS WRC    | 3:45:49.6      | +4:56.7    |
| 6    | 3   | Thierry Neuville  | Nicolas Gilsoul  | Hyundai Motorsport       | Hyundai i20 WRC       | 3:50:22.4      | +9:29.5    |
| 7    | 81  | Marcos Ligato     | Rubén García     | PH Sport                 | Citroën DS3 WRC       | 3:50:32.1      | +9:39.2    |
| 8    | 6   | Eric Camilli      | Benjamin Veillas | M-Sport World Rally Team | Ford Fiesta RS WRC    | 3:51:08.9      | +10:16.0   |
| 9    | 16  | Henning Solberg   | Ilka Minor       | Adapta Motorsport        | Ford Fiesta RS WRC    | 3:51:41.4 0:10 | +10:48.5   |
| 10   | 42  | Nicolás Fuchs     | Fernando Mussano | Nicolás Fuchs            | Škoda Fabia R5        | 4:05:35.7      | +24:42.8   |

*Penalizado